# Ana Maria Popescu
Ana Maria Brânză-Popescu (Boekarest, 26 november 1984) is een Roemeens schermer.

## Carrière
Brânză-Popescu nam vijfmaal deel aan de Olympische Spelen won in 2016 olympisch goud met het degen team. Individueel won zij de zilveren medaille in 2008 en 2021.
In 2010 en 2011 werd zij wereldkampioen met het team.

## Resultaten

### Olympische Zomerspelen
| Jaar | Plaats         | Resultaten              |
| ---- | -------------- | ----------------------- |
| 2004 | Athene         | 11e degen               |
| 2008 | Peking         | degen                   |
| 2012 | Londen         | 11e degen 6e degen team |
| 2016 | Rio de Janeiro | 9e degen degen team     |
| 2021 | Tokio          | degen                   |

### Wereldkampioenschappen schermen
| Jaar | Plaats          | Resultaten         |
| ---- | --------------- | ------------------ |
| 2010 | Sint-Petersburg | degen team         |
| 2011 | Catania         | degen · degen team |
| 2013 | Boedapest       | degen team         |
| 2015 | Moskou          | degen team         |
| 2018 | Wuxi            | degen              |

1996: Barlois, Flessel, Moressée-Pichot ·
2000: Aznavoerjan, Jermakova, Logoenova, Mazina ·
2004: Logoenova, Aznavoerjan, Jermakova, Sivkova ·
2012: Na, Xiaojuan, Yujie, Anqi ·
2016: Dinu, Gherman, Pop, Popescu ·
2020: Beljajeva, Embrich, Kirpu, Lehis ·
2024: Fiamingo, Navarria, Rizzi, Santuccio